# Dimitar Iwankow
Dimitar Iwanow Iwankow (bulgarisch Димитър Иванов Иванков, wiss. Transliteration Dimităr Ivanov Ivankov; * 30. Oktober 1975 in Sofia) ist ein ehemaliger bulgarischer Fußballtorhüter.

## Karriere
Iwankow begann seine Karriere bei Lewski Sofia, für die er bis 2005 spielte und mit denen er dreimal die bulgarische Meisterschaft sowie fünfmal den nationalen Pokal gewinnen konnte. Anschließend wechselte der Torwart zu Kayserispor in die Türkei. Mit dieser Mannschaft wurde er 2008 türkischer Pokalsieger. Seit Juni 2008 spielt er für den türkischen Erstligisten Bursaspor. In der Saison 2009/10 wurde er mit Bursaspor türkischer Meister und nahm mit dem Verein 2010/11 an der Champions League teil.
Zur Saison 2011/12 wechselt Iwankow zum zypriotischen First Division Team Anorthosis Famagusta, nachdem sein Vertrag bei Bursaspor nicht mehr verlängert wurde.
Dimitar Iwankow ist der Torwart der bulgarischen Nationalmannschaft, für die er bisher 50 Länderspiele bestritt und mit der er an der Fußball-Europameisterschaft 2004 in Portugal teilnahm.

## Erfolge
- Bulgarischer Meister: 2000, 2001 und 2002 mit Lewski Sofia
- Bulgarischer Pokalsieger: 1998, 2000, 2002, 2003 und 2005 mit Lewski Sofia
- Türkischer Pokalsieger: 2008 mit Kayserispor
- Türkischer Meister: 2010 mit Bursaspor

## Besonderes
Iwankow ist einer der wenigen Torhüter, die Tore erzielten. Insgesamt schoss er in seiner Karriere 42 Tore und liegt damit auf Platz 3 der erfolgreichsten Torschützen unter den Torhütern (Stand Juni 2021).